# 材木町 (岡崎市)
材木町（ざいもくちょう）は、愛知県岡崎市の町名。現行行政地名は材木町1丁目から材木町3丁目。

## 地理
岡崎市の西部に位置し、中心街の一角に相応する。36個の番地と丁目が南から順に1丁目～3丁目ある。なお小字は持たない。

### 番地
| - 81 - 82 - 83 - 84 - 86 - 87 - 88 - 89 - 91 - 92 - 93 - 94 | - 95 - 96 - 97 - 98 - 99 - 101 - 102 - 106 - 107 - 108 - 109 - 110 | - 112 - 113 - 114 - 115 - 116 - 117 - 120 - 121 - 122 - 123 - 193 - 197 |

## 世帯数と人口
2019年（令和元年）5月1日現在の世帯数と人口は以下の通りである。
| 町丁   | 世帯数  | 人口  |
| ------ | ------- | ----- |
| 材木町 | 446世帯 | 784人 |

### 人口の変遷
国勢調査による人口の推移
| 1995年（平成7年）  | 716人 | [ 5 ] |  |
| 2000年（平成12年） | 673人 | [ 6 ] |  |
| 2005年（平成17年） | 707人 | [ 7 ] |  |
| 2010年（平成22年） | 658人 | [ 8 ] |  |
| 2015年（平成27年） | 820人 | [ 9 ] |  |

## 小・中学校の学区
市立小・中学校に通う場合、学区は以下の通りとなる。
| 番・番地等 | 小学校             | 中学校             |
| ---------- | ------------------ | ------------------ |
| 全域       | 岡崎市立連尺小学校 | 岡崎市立城北中学校 |

## 歴史
額田郡岡崎材木町を前身とする。

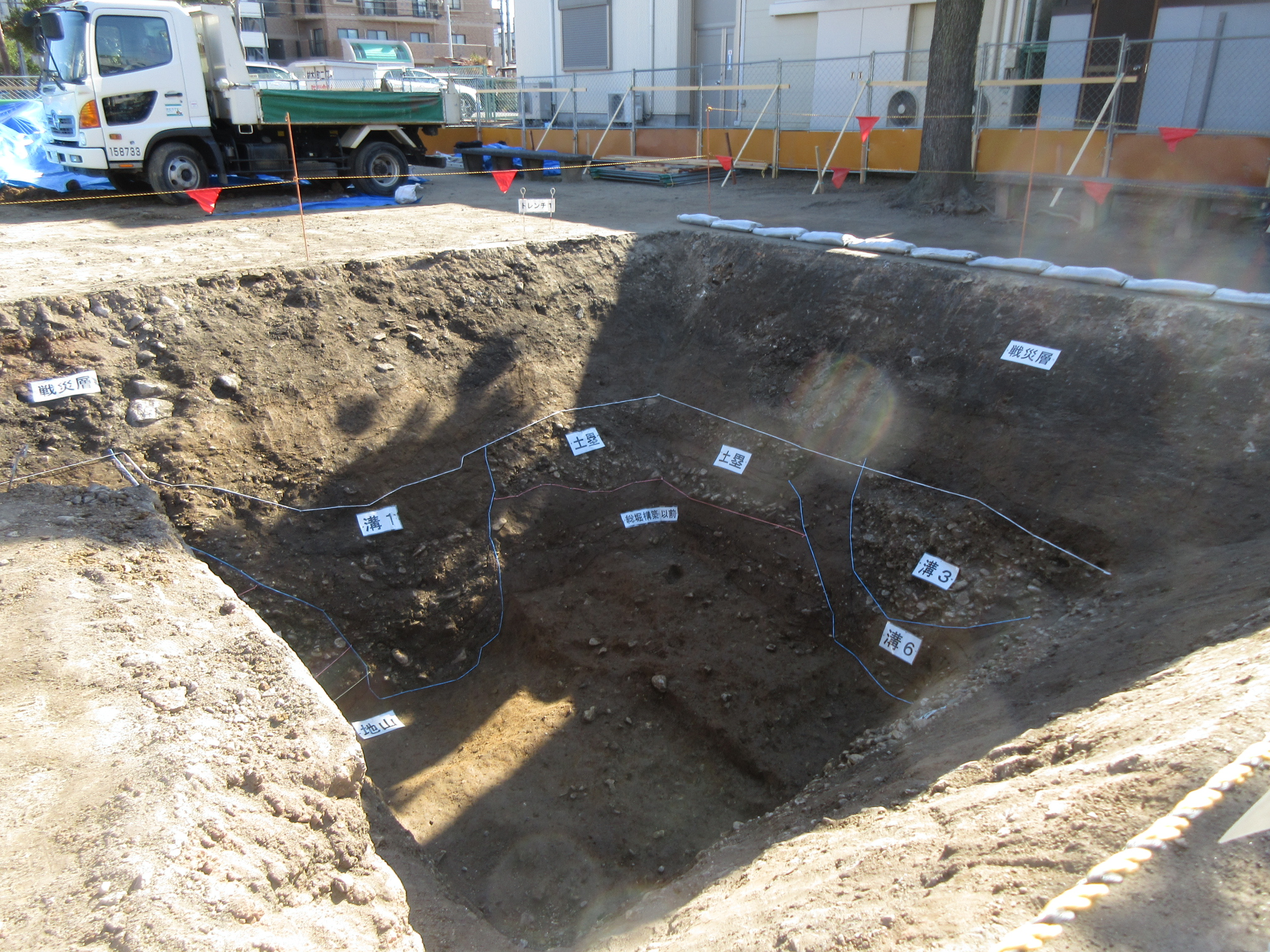
御旗公園。2019年1月に岡崎城総堀跡の発掘調査が行われた。

材木町の地名の由来は材木問屋が軒を並べていたからではない。ただ、明確にされているわけではなく、次の説がよくいわれている。岡崎の城下町を整備した岡崎城主田中吉政が、町家を建築する材木を伐り出した場所から由来するという説がある。また城下町整備以前の岡崎中心部は幽邃とした密林で、材木町の地にあったという天神山の材木をすべて伐採して、まずこの場所に積んで置いたため「木町」と称したという説もある。なお天神山はすべて取り崩して平地にし、その土砂で岡崎城西側にあったとされる沼沢を埋め立てて田町などの町を造ったという。
岡崎城下における職人は鍛冶屋の数が多かった。享保年間頃では、大工など他の職人の中でも数が最も多い。とくに材木町の通りは際立っている。材木町の通り沿いに鍛冶職人が大勢集住したのは、岡崎城主田中吉政や、その次の本多康重が城下町づくりの一環として材木町の東にあったとされる久後切という地域に鍛冶職人を集住させたことにはじまる。材木町の通り沿いにはほかに大工職人･指物師･桶職人など、ほかにもさまざまな職人が居住していた。いわば総合的な職人町を形成していたのである。
明治期に入ると鍛冶屋は激減。替わって菓子製造業が増えた。当時、名古屋を除けば、材木町界隈は東海一の菓子の町と呼ばれた。そんな職人気質の雰囲気が強かった材木町も、1945年7月20日に岡崎空襲を受け町の東部が消失した。

### 沿革
- 1889年（明治22年）10月1日 - 町村制施行に伴い、岡崎横町・岡崎亀井町・岡崎久右衛門町・岡崎魚町・岡崎康生町・岡崎材木町・岡崎十王町・岡崎松本町・岡崎上肴町・岡崎伝馬町・岡崎田町・岡崎唐沢町・岡崎島町・岡崎投町・岡崎能見町・岡崎八幡町・岡崎板屋町・岡崎福寿町・岡崎門前町・岡崎祐金町・岡崎裏町・岡崎両町・岡崎連尺町・岡崎六地蔵町・岡崎籠田町・菅生村・中村・梅園村・八帖村・六供村が合併し、岡崎町大字材木となる[13]。
- 1916年（大正5年）7月1日 - 市制施行に伴い、岡崎市大字材木となる[14]。
- 1917年（大正6年）7月1日 - 材木町に改称[14]。
- 1957年（昭和32年）11月15日 - 全域の小字を廃止し、東部は材木町1丁目・材木町2丁目・材木町3丁目となり、西部は番地を使用するようになる。康生町・連尺町・魚町の各一部を編入、一部が本町通3丁目・魚町1丁目・能見通1丁目となる[15][14]。

## 交通

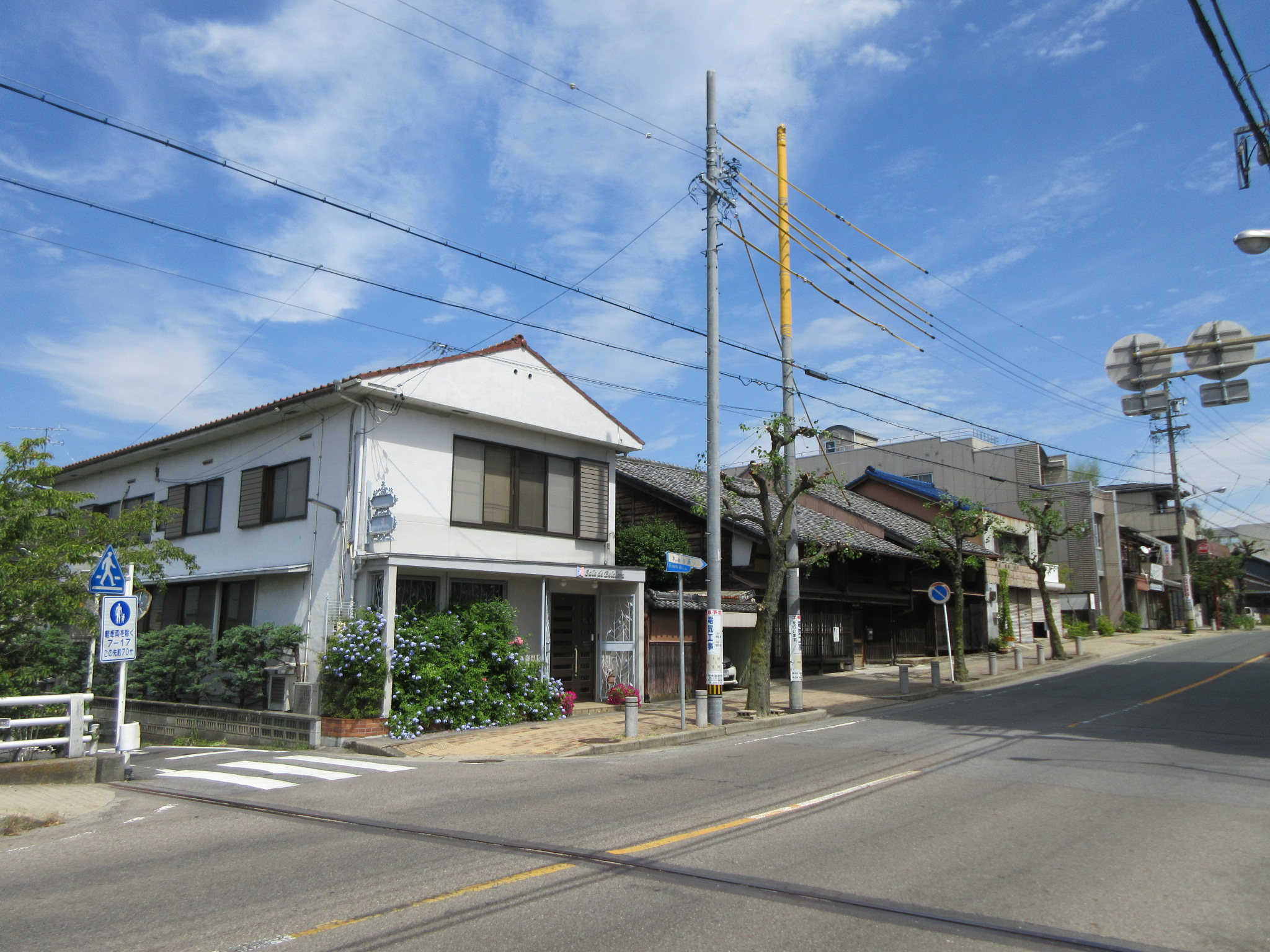
木まち通り

- 城門通り
- 八千代通り
- 木まち通り
- 連尺通り

## 施設
- ファミリーマート岡崎材木町店
- 御旗公園

## その他

### 日本郵便
- 郵便番号 : 444-0057[3]（集配局：岡崎郵便局[16]）。

## 参考資料
- 「角川日本地名大辞典」編纂委員会 編『角川日本地名大辞典 23 愛知県』角川書店、1989年。
- 平凡社 編『日本歴史地名大系 23 愛知県の地名』1981年。
- 新編岡崎市史編さん委員会 編『新編岡崎市史 資料 現代 11』1983年。
- 新編岡崎市史編さん委員会 編『新編岡崎市史 総集編 20』1993年。